# Sandro Benedetti
Sandro Benedetti (* 2. September 1933 in Marino; † 22. Juni 2024 in Albano Laziale) war ein italienischer Architekt, Architekturhistoriker und Hochschullehrer. Er wurde vor allem bekannt als Architekt der Fabbrica di San Pietro.

## Leben
Benedetti machte sich mit Beendigung seines Architekturstudiums an der Sapienza 1959 selbständig. Er arbeitete unter anderem mit Gaetano Miarelli Mariani, Paolo Portoghesi und Gianfranco Caniggia zusammen und hatte zahlreiche Kontakte mit römischen Künstlern wie der Gruppo Uno von Giuseppe Uncini, Nicola Carrino, Aldo Calò, Mino Delle Site und anderen. Er plante und realisierte viele Sakralbauprojekte in Rom, Latium, Basilikata und Kalabrien sowie Schulen, Wohnhäuser, Raumordnungspläne und Pläne für den wirtschaftlichen und sozialen Wohnungsbau. Benedetti wurde zudem 1973 auf die Professur für moderne Architekturgeschichte an der Universität La Sapienza in Rom berufen.
1997 wurde er von Papst Johannes Paul II. mit der architektonischen Leitung der Fabbrica di San Pietro, der Dombauhütte von St. Peter, betraut. Er war unter anderem für die Restaurierung der Fassade des Petersdoms für das Heilige Jahr 2000 zuständig und gestaltete die Neuzugänge in die Vatikanischen Museen.
1980 wurde Benedetti von Papst Johannes Paul II. in die Pontificia Commissione Centrale per l’Arte Sacra (Päpstliche Zentralkommission für sakrale Kunst) berufen; 1983 wurde er zum nationalen Präsidenten der Unione Cattolica Artisti Italiani Accademico «Virtuoso di Merito» in der Accademia dei Virtuosi al Pantheon und zum Berater der Kommission für sakrale Kunst der Diözese Rom gewählt. 1995 wurde er zum Mitglied der Nazionale dell’Ufficio Liturgico der Italienischen Bischofskonferenz und der Commissione Permanente per la Tutela dei Monumenti Storici ed Artistici della Santa Sede (Ständigen Kommission für den Schutz der historischen und künstlerischen Denkmäler des Heiligen Stuhls) ernannt. 1997 erfolgte die Berufung in die Accademia di San Carlo della Diocesi di Milano und 1998 die Berufung in die Pontificia Commissione per i Beni Culturali della Chiesa. Für den Heiligen Stuhl war er 2007 Berater für die Restaurierung der Werke von Carlo Maderno und Michelangelo im Petersdom. 2008 beriet er den Heiligen Stuhl bei der Restaurierung des architektonischen und skulpturalen Komplexes des Petersplatzes.
Benedetti war Autor zahlreicher Publikationen zur Geschichte der Architektur, vor allem des Barocks und des 16. Jahrhunderts. Im Verlagswesen leitete Benedetti von 1972 bis 1987 die Quaderni dell’Istituto di Storia dell’Architettura. 1974 gründete er die Zeitschrift Storia-Architettura. 1992 wurde er Chefredakteur der Zeitschrift Palladio. Er war auch Kurator und Teilnehmer an mehreren Architekturausstellungen wie der Biennale von Venedig.

## Ehrungen und Auszeichnungen
- Großoffizier des Verdienstordens der Italienischen Republik (1961)[2]
- Großkreuzritter des Verdienstordens der Italienischen Republik (1973)[3]
- Päpstlicher Orden des heiligen Gregor des Großen (2003)[4]

## Projekte und Bauten (Auswahl)
- Grundschule in der Via Como im Ortsteil Pavona in Albano Laziale (1960)
- Grabstätte von Monsignore Giovanni Battista Trovalusci in der Krypta der Basilika San Barnaba Apostolo in Marino (1961)
- Komplex des Sitzes des staatlichen Gymnasiums Liceo Classico Ugo Foscolo in Albano Laziale (1962)
- Wohnkomplex Vecchioni in Albano Laziale (1962)
- Kirche des Unbefleckten Herzens der Jungfrau Maria im Viertel Villa Ferrajoli in Albano Laziale (1962)
- Petrucci-Haus in Ariccia (1963)
- Kriegerdenkmal auf dem Piazzale degli Eroi in Marino (1969, abgerissen 1988)
- Doppelhaus Fortini-Bianchi auf dem Monte Gentile in Ariccia (1969)
- Wohnanlage "La Conca d’Oro" in Ariccia (1973)
- Pfarrkirche Santa Rita da Cascia in der Ortschaft Cava dei Selci in Marino (1976)

## Schriften (Auswahl)
- Giacomo del Duca e l’architettura del Cinquecento, Officina Edizioni, 1972
- Architettura e Riforma cattolica nella Roma del '500, Officina Edizioni, 1973
- Architettura come metafora. Pietro da Cortona stuccatore, Daedalus, 1979
- Fuori dal classicismo. Il sintetismo nell’architettura del Cinquecento, Bonsignori, 1993
- Architettura sacra oggi. Evento e progetto, Gangemi Editore, 1995
- L’architettura dell’Arcadia nel Settecento romano, Bonsignori, 1997
- Gaetano Minnucci. Progetti 1896–1980. Vita, concorsi, progetti, opere di un protagonista del razionalismo, Gangemi Editore, 1997
- L’architettura religiosa contemporanea. Il caso italiano, Jaca Book, 2000
- Pietro da Cortona: piccole e grandi architetture. Modelli, rilievi, celebrazioni., Gangemi Editore, 2006
- Il grande modello per il San Pietro in Vaticano. Antonio da Sangallo il Giovane, Gangemi Editore, 2010
- Architettura del Cinquecento romano, Istituto Poligrafico dello Stato, 2011